# Pioneer Mountains (Idaho)
Pioneer Mountains je pohoří v Blaine County, Custer County a Butte County, v centrální části Idaha, na severozápadě Spojených států amerických.
Je součástí severních amerických Skalnatých hor. Nejvyšší hora pohoří Hyndman Peak (3 660 m) je čtvrtou nejvyšší horou Idaha. Více než desítka vrcholů Pioneer Mountains má nadmořskou výšku vyšší než 3 500 metrů.
Pohoří je ze západu obklopené horským pásmem Sawtooth Range, ze severu Salmon River Mountains, z východu Lost River Range a z jihu nížinou Snake River Plain.